# 26e cérémonie des Victoires de la musique
 (avril 2025).
Si vous disposez d'ouvrages ou d'articles de référence ou si vous connaissez des sites web de qualité traitant du thème abordé ici, merci de compléter l'article en donnant les références utiles à sa vérifiabilité et en les liant à la section « Notes et références ».
La 26e cérémonie des Victoires de la musique a lieu les 9 février et 1er mars 2011.
Pour la première (et dernière) fois, elle est divisée en deux soirées : une première cérémonie consacrée aux révélations se tient le 9 février 2011 au Zénith de Lille ; diffusée sur France 4, elle est présentée par Cyril Hanouna et Stéphanie Renouvin. Une seconde pour les artistes confirmés se tient au palais des congrès de Paris le 1er mars, retransmise sur France 2, TV5 Monde et France Inter et animée par Marie Drucker et Aline Afanoukoé.
Les nominations, effectuées comme chaque année par un jury de professionnels du monde de la musique, se font en deux tours : le premier tour donne une liste de « pré-nommés » (huit par catégorie), connus le 20 décembre 2010 ; le second tour restreint le nombre de nommés à quatre par catégorie, leurs noms étant révélés le 10 janvier 2011.

## Palmarès
Les gagnants sont indiqués ci-dessous en tête de chaque catégorie et en caractères gras. En petits caractères figurent les « pré-nommés » issus du premier tour de vote mais éliminés au second.

### Artiste interprète masculin de l'année
- Gaëtan Roussel
  - Jean-Louis Aubert
  - Bernard Lavilliers
  - Christophe Maé
  - Louis Chedid, Grand Corps Malade, Yannick Noah et Yodelice

### Artiste interprète féminine de l'année
- Yael Naim
  - Aṣa
  - Cœur de pirate
  - Vanessa Paradis
  - Françoise Hardy, Souad Massi, Véronique Sanson et Sylvie Vartan

### Groupe ou artiste révélation du public de l'année
- Lilly Wood and the Prick
  - Ben l'Oncle Soul
  - Camélia Jordana
  - Zaz
  - Féfé, Guillaume Grand, Florent Marchet et Okou

### Groupe ou artiste révélation scène de l'année
- Ben l'Oncle Soul
  - Camélia Jordana
  - Gush
  - Les Plastiscines
  - Clarika, Féfé, General Elektriks et Hindi Zahra

### Album de l'année
- Gaëtan Roussel - Ginger
  - Bernard Lavilliers - Causes perdues et musiques tropicales
  - Abd al Malik - Château Rouge
  - Hindi Zahra - Handmade
  - Stromae - Cheese

Les nommés pour cette récompense décernée lors de la seconde cérémonie, sont les cinq albums récompensés lors de la première cérémonie, chacun dans un style musical différent.

### Album de chansons/variétés de l'année
- Bernard Lavilliers - Causes perdues et musiques tropicales
  - Ben l'Oncle Soul - Ben l'Oncle Soul
  - Louis Chedid - On ne dit jamais assez aux gens qu'on aime qu'on les aime
  - Christophe Maé - On trace la route
  -  Éliminés au second tour de vote : Alain Chamfort - Une vie Saint Laurent ; Grand Corps Malade - 3e Temps ; Yannick Noah - Frontières et Raphael - Pacific 231

### Album rock de l'année
- Gaëtan Roussel - Ginger
  - Philippe Katerine - Philippe Katerine
  - Saez - J'accuse
  - Yodelice - Cardioid
  -  Éliminés au second tour de vote : Cali - La vie est une truite arc-en-ciel qui nage dans mon cœur ; Gush - Everybody's God ; Syd Matters - Brotherocean et The Bewitched Hands - Birds & Drums

### Album de musiques urbaines de l'année
- Abd al Malik - Château Rouge
  - Booba - Lunatic
  - Hocus Pocus - 16 pièces
  - Soprano - La Colombe
  -  Éliminés au second tour de vote : Casey - Libérez la bête ; Sly Johnson - 74 ; La Fouine - Capitale du crime et Sexion d'assaut - L'École des points vitaux

### Album de musiques du monde de l'année
- Hindi Zahra - Handmade
  - Souad Massi - Ô Houria
  - Youssou N'Dour - Dakar - Kingston
  - Patrice - One
  -  Éliminés au second tour de vote : Tiken Jah Fakoly - African Revolution ; I Muvrini - Gioia ; Raul Paz - Havanization et Pepper Island - Popular

### Album de musiques électroniques ou dance de l’année
- Stromae - Cheese[1]
  - Chloé - One in Other
  - Gotan Project - Tango 3.0
  - Uffie - Sex Dreams and Denim Jeans
  -  Éliminés au second tour de vote : David Guetta - Fuck Me I'm Famous 2010 ; Magic Pop Hotel - Magic Pop Hotel ; Nouvelle Vague - Couleurs sur Paris et Bob Sinclar - Made in Jamaica

### Chanson originale de l'année
- Zaz - Je veux
  - Benjamin Biolay - Ton héritage
  - Gaëtan Roussel - Help Myself (Nous ne faisons que passer)
  - Stromae - Alors on danse
  -  Éliminés au second tour de vote : Babx - Mourir au Japon ; Louis Chedid - Tu peux compter sur moi ; Christophe Maé - J'ai laissé et Sexion d'Assaut - Désolé

### Spectacle musical, tournée ou concert de l'année
- -M- au château de Versailles
- Eddy Mitchell pour Ma dernière séance à l'Olympia et en tournée
  - Benjamin Biolay au Casino de Paris et en tournée
  - Christophe Maé au Zénith, à Bercy, à l'Olympia et en tournée
  -  Éliminés au second tour de vote : AaRON au Zénith et en tournée ; Jacques Dutronc au Zénith, au Palais des sports et en tournée ; Jacques Higelin au Zénith et Yannick Noah ambiance le Stade de France

### Vidéo-clip de l'année
- Philippe Katerine - La Banane
  - BB Brunes - Nico Teen Love
  - Ben l'Oncle Soul - Soulman
  - Louis Chedid - Tu peux compter sur moi
  -  Éliminés au second tour de vote : Izia - Let Me Alone ; Camélia Jordana - Non, non, non (Écouter Barbara) ; Florent Pagny - Si tu n'aimes pas Florent Pagny et Raphael - Bar de l'hôtel

## Victoire d'honneur
- Un trophée a été remis à Indochine, lors de la première cérémonie qui s'est terminée par un mini-concert du groupe.

## Hommages
- Au début de la seconde cérémonie, un hommage à Jean Ferrat, mort en mars 2010, a été rendu avec la chanson Aimer à perdre la raison, interprétée par Maurane et Nolwenn Leroy.
- Un autre hommage a ensuite été rendu à Serge Gainsbourg, à l'occasion du 20e anniversaire de sa mort, avec un medley composé des chansons Élisa interprétée par Jean-Louis Aubert, Pull marine par Cœur de pirate, Comment te dire adieu par Jenifer, La Javanaise par Bernard Lavilliers et Vieille canaille par Christophe Maé.